# (17602) Dr. G.
(17602) Dr. G. – planetoida z grupy pasa głównego asteroid okrążająca Słońce w ciągu 5 lat i ok. 208 dni w średniej odległości 3,14 j.a. Została odkryta 19 września 1995 roku w Steward Observatory, należącym do Catalina Station przez Timothy'ego Spahra. Nazwa planetoidy pochodzi od Dr. G., pseudonimu używanego przez Stephena Gottesmana (ur. 1939), radioastronoma na Uniwersytecie Floryda. Przed nadaniem nazwy planetoida nosiła oznaczenie (17602) 1995 SO1.